# Eriocaulon pseudotruncatum
Eriocaulon pseudotruncatum là một loài thực vật có hoa trong họ Eriocaulaceae. Loài này được Z.X.Zhang mô tả khoa học đầu tiên năm 1999.